# Lách tách họng vạch
Lách tách họng vạch, tên khoa học Fulvetta manipurensis, là một loài chim trong họ Paradoxornithidae, trước đây xếp trong họ Sylviidae. Chúng được tìm thấy ở Ấn Độ, Myanmar, miền nam Trung Quốc và Việt Nam.
Tên khoa học của nó lấy theo tên bang Manipur ở đông bắc Ấn Độ. Giống như các loài lách tách khác, trong một thời gian dài trước đây nó từng được dặt trong họ Timaliidae (chi Alcippe).
F. manipurensis được tách ra từ F.cinereiceps. Trước khi được tách ra, nó chỉ được coi là một phân loài của F. cinereiceps và tên gọi tiếng Anh "streak-throated fulvetta" (= lách tách họng vạch) được dùng để chỉ tất cả các quần thể chim này. Hiện nay, loài F. cinereiceps theo nghĩa hẹp chỉ có ở Trung Quốc được gọi trong tiếng Anh là "grey-hooded fulvetta" (lách tách mũ xám, tiếng Trung: 褐头雀鹛, 褐頭雀鶥, hạt đầu tước mi).

## Phân loài
- F. manipurensis manipurensis (Ogilvie-Grant, 1906):Các khu rừng miền núi ở đông bắc Ấn Độ tới đông bắc Myanmar và tây bắc Vân Nam.
- F. manipurensis tonkinensis Delacour & Jabouille, 1930: Hoa Nam (đông nam Vân Nam) tới tây bắc Bắc Bộ (Việt Nam) và đông bắc Lào.